# Éliminatoires de la Coupe du monde de beach soccer : zone Europe
Les éliminatoires de la Coupe du monde de beach soccer UEFA sont un processus pour les équipes européennes de beach soccer de se qualifier pour la plus importante des compétitions de ce sport, ils sont introduits par la FIFA à partir de la Coupe du monde 2008.
L'UEFA dispose de 4 places qualificatives à la Coupe du monde en plus d'un éventuel organisateur européen.

## Histoire
Avant 2008, les cinq meilleures équipes de l'Euro Beach Soccer League sont qualifiées pour la Coupe du monde, mais le nouveau format instauré par la FIFA permet à plus de pays de se qualifier. Cette compétition est similaires aux autres championnats de beach soccer continentaux. Les éliminatoires ont d'abord lieu chaque année mais le passage à une édition tous les deux ans du Mondial entraine le même changement pour les éliminatoires.
En 2009, l'hôte Espagnol réussi à obtenir une victoire face à la Russie après la séance de tirs au but. Cette même année, la France, vainqueur de la Coupe du monde 2005, se fait sortir tandis que la Suisse se qualifie pour la première fois.
En 2010, après la Coupe d'Europe, l'Italie accueille la qualification européenne pour la Coupe du monde 2011. Près de 30 équipes y prennent part, du 11 au 18 juillet, dans une atmosphère fantastique où le football et le spectacle sont à l'honneur. Au moment de boucler les inscriptions, 27 équipes sont inscrites pour ce qui est alors la compétition de beach soccer rassemblant le plus de participants (un de plus qu'en 2009), ceux-ci sont répartis dans 5 poules selon le classement BSWW européenne 2010. L'événement est joué dans un format de compétition Round Robin au cours de la phase de groupe pour les trois premiers jours. Après une journée de repos, les meilleures équipes jouent les 16ede finale dont les gagnants se rendent en quarts de finale. Le jour clé est le vendredi où les victoires qualifient directement pour la Coupe du monde. Ukraine, la Suisse, le Portugal et la Russie sécurisé présence Coupe du monde
Après les quarts de finale, quatre équipes gagnent leur place pour le grand tournoi : l'Ukraine, la Suisse et la Russie écartent respectivement la Roumanie, la Hongrie et l'Espagne, tandis que le Portugal a besoin des tirs au but pour obtenir son billet face à la Pologne. Finalement, les Ukrainiens remportent le trophée face aux Portugais (4-2) tandis que les Russes prennent la dernière place du podium contre les Suisses (5-2).

## Palmarès

### Par édition
| Édition | Lieu      | Finale | Finale | Finale | Match de la 3e place                                                                                           | Match de la 3e place                                                                                           | Match de la 3e place                                                                                           | 5e place |
| Édition | Lieu      | Champion | Score | Finaliste | Troisième | Score | 4e place | 5e place |
| ------- | --------- | --- | --- | --- | --- | --- | --- | --- |
| 2008    | Benidorm  | Espagne | 4 – 3 | Portugal | Russie | 4 – 2 | Italie | - |
| 2009    | Castellón | Espagne (2) | 4 – 4 (tab 13–12)                                                                                              | Russie | Suisse | 8 – 6 | Portugal | Italie |
| 2010    | Bibione   | Ukraine | 4 – 2 | Portugal | Russie | 5 – 2 | Suisse | - |
| 2012    | Moscou    | Espagne (3) | 5 – 3 | Russie | Ukraine | 3 – 0 | Pays-Bas | - |
| 2014    | Jesolo    | Russie | 6 – 5 | Suisse | Italie | 5 – 4 | Espagne | - |
| 2016    | Jesolo    | Pologne | 6 – 3 | Suisse | Portugal | 8 – 3 | Italie | - |
| 2019    | Moscou    | Russie (2) | 7 – 1 | Italie | Biélorussie | 6 – 2 | Suisse | Portugal |
| 2021    | Nazaré    | Espagne (4) | 5 – 2 | Ukraine | Portugal | 6 – 5 | Biélorussie | Suisse |
| 2023    | Bakou     | Pas de finale et match pour la 3e place : Italie Portugal Ukraine Biélorussie Qualifiés pour la Coupe du monde | Pas de finale et match pour la 3e place : Italie Portugal Ukraine Biélorussie Qualifiés pour la Coupe du monde | Pas de finale et match pour la 3e place : Italie Portugal Ukraine Biélorussie Qualifiés pour la Coupe du monde | Pas de finale et match pour la 3e place : Italie Portugal Ukraine Biélorussie Qualifiés pour la Coupe du monde | Pas de finale et match pour la 3e place : Italie Portugal Ukraine Biélorussie Qualifiés pour la Coupe du monde | Pas de finale et match pour la 3e place : Italie Portugal Ukraine Biélorussie Qualifiés pour la Coupe du monde | Pas de finale et match pour la 3e place : Italie Portugal Ukraine Biélorussie Qualifiés pour la Coupe du monde |
| 2024    | Cadix     | Portugal | [ N 1 ] | Italie | Biélorussie | - | Espagne | - |

### Par nation
| Nation      | Vainqueur                | 2e           | 3e           | 4e           | 5e     | Total qualif. CdM |
| ----------- | ------------------------ | ------------ | ------------ | ------------ | ------ | ----------------- |
| Espagne     | · 2008, 2009, 2012, 2021 | -            | -            | 2 2014, 2024 | -      | 6                 |
| Russie      | · 2014, 2019             | · 2009, 2012 | · 2008, 2010 | -            | -      | 6                 |
| Portugal    | · 2024                   | · 2008, 2010 | · 2016, 2021 | 1 2009       | 1 2019 | 7                 |
| Ukraine     | · 2010                   | · 2021       | · 2012       | -            | -      | 3                 |
| Pologne     | · 2016                   | -            | -            | -            | -      | 1                 |
| Suisse      | -                        | · 2014, 2016 | · 2009       | 2 2010, 2019 | 1 2021 | 6                 |
| Italie      | -                        | · 2019, 2024 | · 2014       | 2 2008, 2016 | 1 2009 | 6                 |
| Biélorussie | -                        | -            | · 2019, 2024 | 1 2021       | -      | 3                 |
| Pays-Bas    | -                        | -            | -            | 1 2012       | -      | 1                 |